# René Pottier
René Pottier   (Moret-sur-Loing, 6 de juny de 1879 - Levallois-Perret, 25 de gener de 1907) va ser un ciclista professional francès de principis del segle xx.
El 1905 va ser segon en la París-Roubaix i la Bordeus-París. A la París-Roubaix de 1906 va finalitzar en tercera posició. Aquell mateix any va aconseguir la victòria final del Tour de França. Pottier és considerat el primer escalador del Tour de França, ja que el 1905 va aconseguir passar en primera posició pel primer port de muntanya que es va pujar en ell, el Ballon d'Alsace.
El 25 de gener de 1907 va ser trobat mort al departament de curses de Peugeot, sense haver deixat cap explicació. El seu mecànic el va trobar penjat del ganxo al qual solia enganxar la bicicleta. El seu germà André, també ciclista, explica aquest suïcidi com un desamor, encara que mai no s'ha aportat cap prova del mateix. L'endemà de la seva mort la majoria dels diaris van recollir aquesta explicació mentre d'altres van avançar la teoria de l'esgotament nerviós del campió. Pottier fou enterrat al cementiri de Grez-sur-Loing, la ciutat de la seva infantesa.
Poques setmanes després, Henri Desgrange, director del Tour, va fer aixecar una estela en la seva memòria al cim del Ballon d'Alsace.

## Palmarès
- 1903
  - 1r a la Bordeus-París (aficionat)
- 1904
  - 1r a la Provins-París-Provins
- 1906
  - 1r al Tour de França i vencedor de 5 etapes
  - 1r a la Bol d'Or

### Resultats al Tour de França
- 1905. Abandona (3a etapa)
- 1906. 1r de la classificació general. Vencedor de 5 etapes